# Список верстатів
Список верстатів, наведений нижче, містить усі види та форми верстатів, які використовуються щодня в ремеслах та промисловості. Чисто ручні інструменти не включаються до цього списку, для них передбачено окремий список інструментів. Інші машини, наприклад, доїльний апарат, також не включаються до цього списку.
Записи розміщуються в алфавітному порядку. Окремі записи можуть мати додаткові доповнення. Записи з кількома назвами можуть посилатися на найпоширенішу назву.

## Б
- Біговальна машина (підготовка паперу або картону для складання, нім. Rillmaschine)
- Бісерна машина (нім. Wulstmaschine)

## В
- Верстат для виготовлення виступів[de]
- Верстат для виготовлення ґонту (нім. Schindelmaschine)
- Верстат для видалення задирок (нім. Entgratmaschine)
- Верстат для згинання труб (нім. Rohrbiegemaschine)
- Верстат для обробки зубчатих коліс (нім. Zahnradbearbeitungsmaschine)
- Верстат для обробки країв панелей[de]
- Верстат для пазів у дереві[de]
- Верстат для свердління отворів[de]
- Верстат для свердління циліндрів (свердлильний стіл, нім. Zylinderbohrmaschine)
- Верстат для шліфування каменю[de]
- Верстат з ЧПК
- Відбортовувальна машина[de]

## Г
- Гідроабразивне різання
- Гільйотинні ножиці[de]
- Горизонтальний свердлильно-фрезерний верстат[de]
- Гідравлічний прес для вільного пресування (нім. Fließdrückmaschine)

## Д
- Дриль
- Дротяне електроерозійне різання[de]

## Е
- Ерозійний верстат[de] (загальний)

## З
- Згинальний верстат (круговий згинальний верстат)
- З'єднувальний верстат[de]

## І
- Іскрова ерозійна машина[de]

## К
- Клепальна машина[en]
- Координатно-свердлильний верстат (спеціальний горизонтальний або вертикальний свердлильний верстат для особливо точного свердління та фрезерування, нім. Lehrenbohrwerk)

## М
- Машина для лазерного різання (нім. Laserschneidmaschine)

## Н
- Ніблер[de]
- Ножиці (верстат)[de]

## О
- Облицювальний токарний верстат, див. токарна група верстатів (нім. Plandrehmaschine)
- Обробний центр[de]

## П
- Перфораційна машина[de]
- Пиляльний верстат (нім. Sägemaschine)
- Підлогова пила
- Повздовжньо-стругальні верстати
- Прес-гальмо[en] (вільне тиснення / формування під тиском)
- Полірувальна машина[de]
- Портальний фрезерний верстат[de]
- Притиральний верстат (нім. Läppmaschine)

## Р
- Рейсмусовий верстат
- Ротаційний передавальний верстат[en]
- Ручна фрезерна машина

## С
- Стрічкова пилка
- Стругальний верстат

## T
- Токарна група верстатів (традиційний токарний верстат)
- Токарний верстат з ЧПК[de]
- Токарний верстат швейцарського типу (нім. Langdrehautomat, Langdrehmaschine)

## Ф
- Фрезерна група верстатів
- Фреза нижнього розташування (нім. Unterfräse)
- Фугувальний верстат

## Х
- Хон

## Ц
- Центр передавання деталей[de]
- Центральний токарний і шпиндельний токарний верстат[de]
- Циліндрична шліфувальна машина[de]

## Ч
- Чотиристоронній рубанок[de]

## Ш
- Шліфувальна машина (нім. Enthülser)
- Шліфувальний верстат
- Шипорізний верстат[de]
- Штампування